# Virslīga 2016
La Virslīga 2016 fue la edición número 25 de la Virslīga. La temporada comenzó el 11 de marzo y terminó el 5 de noviembre. El Spartaks Jūrmala consiguió el título.

## Sistema de competición
Los ocho equipos participantes jugaron entre sí todos contra todos cuatro veces totalizando 28 partidos cada uno, al término de la fecha 28 el primer clasificado obtuvo un cupo para la segunda ronda de la Liga de Campeones 2017-18, mientras que el segundo y tercer clasificado obtuvieron un cupo para la primera rondad de la Liga Europea 2017-18; por otro lado el último clasificado descendió a la Primera Liga 2017, mientras que el penúltimo clasificado jugará el Play-off de relegación contra el subcampeón de la Primera Liga 2016 para determinar cual de los dos jugará en la Virslīga 2017.
Un tercer cupo para la primera ronda de la Liga Europea 2017-18 fue asignado al campeón de la Copa de Letonia.

## Equipos participantes
| Equipo           | Ciudad     | Estadio                   | Capacidad |
| ---------------- | ---------- | ------------------------- | --------- |
| Daugavpils       | Daugavpils | Estadio Celtnieks         | 3.980     |
| Jelgava          | Jelgava    | Olimpiskais Sporta Centrs | 2.200     |
| Liepāja          | Liepāja    | Estadio Daugava           | 6.000     |
| Metta/LU         | Riga       | Estadio Arkādija          | 500       |
| Riga             | Riga       | Estadio Skonto            | 10.000    |
| RFS              | Riga       | NSB Arkādija              | 250       |
| Spartaks Jūrmala | Jūrmala    | Estadio Slokas            | 5.000     |
| Ventspils        | Ventspils  | Olimpiskais Stadions      | 3.200     |

### Ascensos y descensos
| Pos. | Ascendidos de Primera Liga 2015 |
| ---- | ------------------------------- |
| 1    | Riga                            |
| 3    | RFS                             |

| Pos. | Descendidos de Virslīga 2015 |
| ---- | ---------------------------- |
| 2    | Skonto                       |
| 8    | Gulbene                      |

## Tabla de posiciones
| Pos. | Equipo               | Pts. | PJ | G  | E  | P  | GF | GC | Dif. | Clasificación 2017–18                 |
| ---- | -------------------- | ---- | -- | -- | -- | -- | -- | -- | ---- | ------------------------------------- |
| 1    | Spartaks Jūrmala (C) | 55   | 28 | 17 | 4  | 7  | 46 | 22 | +24  | Segunda ronda de la Liga de Campeones |
| 2    | Jelgava              | 51   | 28 | 16 | 3  | 9  | 37 | 24 | +13  | Primera ronda de la Liga Europea      |
| 3    | Ventspils            | 51   | 28 | 15 | 6  | 7  | 47 | 28 | +19  | Primera ronda de la Liga Europea      |
| 4    | Liepāja              | 42   | 28 | 12 | 6  | 10 | 38 | 31 | +7   | Primera ronda de la Liga Europea      |
| 5    | Riga                 | 36   | 28 | 8  | 12 | 8  | 28 | 24 | +4   |                                       |
| 6    | RFS                  | 35   | 28 | 9  | 8  | 11 | 22 | 31 | −9   |                                       |
| 7    | Metta/LU (O)         | 30   | 28 | 8  | 6  | 14 | 32 | 47 | −15  | Promoción por la permanencia          |
| 8    | Daugavpils (D)       | 11   | 28 | 2  | 5  | 21 | 13 | 56 | −43  | Descenso a Primera División 2017      |

Actualizado a los partidos jugados el 5 de noviembre de 2016.
 Fuente: Soccerway
Notas:
1. ↑  Tras ganar la Copa de Letonia el Jelgava recibe un cupo para la Primera ronda de la Liga Europea 2017-18, pero al ya encontrarse clasificado a la la misma por su posición de liga, el cupo pasa al mejor clasificado, en este caso el cuarto.

## Tabla de resultados cruzados
| Local \ Visitante | BFC | JEL | LIE | MLU | RIG | RFS | SPJ | VEN |
| ----------------- | --- | --- | --- | --- | --- | --- | --- | --- |
| Daugavpils        | —   | 0–0 | 0–3 | 0–1 | 0–2 | 1–0 | 0–2 | 0–5 |
| Jelgava           | 3–1 | —   | 0–1 | 2–0 | 2–1 | 4–0 | 0–1 | 4–3 |
| Liepāja           | 1–0 | 0–1 | —   | 3–0 | 3–0 | 3–1 | 1–2 | 2–3 |
| Metta/LU          | 2–1 | 3–0 | 0–2 | —   | 1–0 | 1–1 | 0–1 | 1–1 |
| Riga              | 2–0 | 1–1 | 0–0 | 2–1 | —   | 0–0 | 0–0 | 1–1 |
| RFS               | 0–0 | 1–0 | 1–0 | 3–2 | 1–1 | —   | 0–2 | 1–2 |
| Spartaks Jūrmala  | 3–0 | 3–0 | 0–1 | 4–1 | 1–0 | 2–0 | —   | 5–1 |
| Ventspils         | 3–0 | 1–0 | 2–2 | 2–0 | 1–1 | 0–1 | 2–1 | —   |

| Local \ Visitante | BFC | JEL | LIE | MLU | RIG | RFS | SPJ | VEN |
| ----------------- | --- | --- | --- | --- | --- | --- | --- | --- |
| Daugavpils        | —   | 0–1 | 0–1 | 3–3 | 2–2 | 0–1 | 2–1 | 0–4 |
| Jelgava           | 2–0 | —   | 3–2 | 1–2 | 1–0 | 2–0 | 2–0 | 2–0 |
| Liepāja           | 1–0 | 1–3 | —   | 2–3 | 2–2 | 0–1 | 4–3 | 0–0 |
| Metta/LU          | 2–2 | 0–1 | 3–1 | —   | 1–1 | 1–1 | 1–3 | 2–1 |
| Riga              | 3–0 | 1–0 | 0–1 | 2–1 | —   | 1–0 | 1–1 | 1–2 |
| RFS               | 2–0 | 1–0 | 1–1 | 3–0 | 0–0 | —   | 0–2 | 0–3 |
| Spartaks Jūrmala  | 4–1 | 0–0 | 0–0 | 2–0 | 0–3 | 2–1 | —   | 0–1 |
| Ventspils         | 2–0 | 1–2 | 2–0 | 2–0 | 1–0 | 1–1 | 0–1 | —   |

| 1. |

## Play-off de relegación
Será jugado entre el Metta/LU, penúltimo clasificado de la liga; contra el AFA Olaine, subcampeón de la Primera Liga 2016.
| 9 de noviembre de 2016, 19:00 | AFA Olaine    | 1:1 (0:0) | Metta/LU       | Olaines pilsētas stadions, Olaine                    |                                                      |
|                               | - Asgarov 85' |           | - 52' Uldriķis | Asistencia: 150 espectadores Árbitro(s): Mareks Ķere | Asistencia: 150 espectadores Árbitro(s): Mareks Ķere |

| 13 de noviembre de 2016, 15:00 | Metta/LU     | 1:0 (1:0) (Global 2:1) | AFA Olaine | Hanzas vidusskolas futbola laukums, Riga                       |                                                                |
|                                | - Šibass 10' |                        |            | Asistencia: 250 espectadores Árbitro(s): Aleksandrs Anufrijevs | Asistencia: 250 espectadores Árbitro(s): Aleksandrs Anufrijevs |

## Goleadores
Actualizado el 5 de noviembre de 2016.
| Pos. | Jugador            | Club             | Goles |
| ---- | ------------------ | ---------------- | ----- |
| 1    | Ģirts Karlsons     | Ventspils        | 17    |
| 2    | Dzmitry Platonaw   | Spartaks         | 11    |
| 3    | Jevgēņijs Kazačoks | Spartaks         | 10    |
| 4    | Eduards Tīdenbergs | Ventspils        | 8     |
| 5    | Edgars Gauračs     | Liepāja/Spartaks | 7     |
| 5    | Gļebs Kļuškins     | Jelgava          | 7     |
| 7    | Andrejs Kovaļovs   | Jelgava          | 6     |
| 7    | Oskars Kļava       | Liepāja          | 6     |
| 7    | Roberts Uldriķis   | Metta/LU         | 6     |
| 7    | Raivis Jurkovskis  | RFS              | 6     |